# ZFP161
ZFP161‏ (Zinc finger and BTB domain containing 14) هوَ بروتين يُشَفر بواسطة جين ZFP161 في الإنسان.